# Acuitlapán
Acuitlapán es una localidad del estado mexicano de Guerrero. Es parte del municipio de Taxco de Alarcón.

## Toponimia
El nombre «Acuitlapán» proviene de los términos en náhuatl: acuiitatl, lodo; pan, locativo. Su significado es «lugar lodoso».

## Demografía
| Gráfica de evolución demográfica |
|                                  |

| Censo | Población |
| ----- | --------- |
| 1960  | 805       |
| 1970  | 1 035     |
| 1980  | 806       |
| 1990  | 2 415     |
| 2000  | 3 533     |
| 2010  | 4 006     |
| 2020  | 4 376     |